# Vicariato apostolico di Leticia
Il vicariato apostolico di Leticia (in latino: Vicariatus Apostolicus Laetitiae) è una sede della Chiesa cattolica in Colombia immediatamente soggetta alla Santa Sede. Nel 2022 contava 83.000 battezzati su 88.000 abitanti. È retto dal vescovo José de Jesús Quintero Díaz.

## Territorio
Il vicariato apostolico comprende la maggior parte del dipartimento colombiano di Amazonas, eccetto il distretto di Puerto Alegría, che appartiene al vicariato apostolico di Puerto Leguízamo-Solano.
Sede del vicariato è la città di Leticia, dove si trova la cattedrale di Nostra Signora della Pace.
Il territorio si estende su una superficie di 109.665 km² ed è suddiviso in 12 parrocchie.

## Storia
La prefettura apostolica di Leticia fu eretta l'8 febbraio 1951 con la bolla Quo efficacius di papa Pio XII, ricavandone il territorio dal vicariato apostolico di Caquetá (oggi diocesi di Mocoa-Sibundoy). La missione fu affidata ai  missionari cappuccini della provincia di Catalogna.
Il 4 marzo 1989, con il decreto Per Constitutionem Apostolicam della Congregazione per l'evangelizzazione dei popoli, la cura pastorale della prefettura apostolica fu affidata ai vescovi della diocesi di Santa Rosa de Osos. Lo stesso giorno fu nominato prefetto apostolico Alfonso Yepes Rojo, sacerdote della medesima diocesi.
Il 23 ottobre 2000 la prefettura apostolica è stata elevata a vicariato apostolico con la bolla Cum in Praefectura di papa Giovanni Paolo II.
Nel 2013 ha ceduto una porzione di territorio a vantaggio dell'erezione del vicariato apostolico di Puerto Leguízamo-Solano.

## Cronotassi dei vescovi
Si omettono i periodi di sede vacante non superiori ai 2 anni o non storicamente accertati.
- Marceliano Eduardo Canyes Santacana, O.F.M.Cap. † (11 gennaio 1952 - 4 marzo 1989 dimesso)
- Alfonso Yepes Rojo † (4 marzo 1989 - 21 maggio 1990 deceduto)
  - Sede vacante (1990-1997)
- William de Jesús Ruiz Velásquez † (8 luglio 1997 - 23 ottobre 2000 dimesso)
- José de Jesús Quintero Díaz, dal 23 ottobre 2000

## Statistiche
Il vicariato apostolico nel 2022 su una popolazione di 88.000 persone contava 83.000 battezzati, corrispondenti al 94,3% del totale.
| anno | popolazione | popolazione | popolazione | presbiteri | presbiteri | presbiteri | presbiteri                | diaconi | religiosi | religiosi | parrocchie |
| anno | battezzati  | totale      | %           | numero     | secolari   | regolari   | battezzati per presbitero | diaconi | uomini    | donne     | parrocchie |
| ---- | ----------- | ----------- | ----------- | ---------- | ---------- | ---------- | ------------------------- | ------- | --------- | --------- | ---------- |
| 1966 | 17.500      | 18.900      | 92,6        | 11         | 1          | 10         | 1.590                     |         | 14        | 33        | 3          |
| 1970 | 17.500      | 18.000      | 97,2        | 14         |            | 14         | 1.250                     |         | 17        | 33        |            |
| 1976 | 21.000      | 22.500      | 93,3        | 11         |            | 11         | 1.909                     |         | 12        | 40        | 3          |
| 1980 | 24.000      | 25.000      | 96,0        | 13         | 2          | 11         | 1.846                     |         | 12        | 42        | 4          |
| 1990 | 33.300      | 34.500      | 96,5        | 17         | 9          | 8          | 1.958                     |         | 9         | 42        | 6          |
| 1996 | 57.200      | 61.230      | 93,4        | 18         | 12         | 6          | 3.177                     |         | 7         | 37        | 9          |
| 2000 | 57.900      | 62.120      | 93,2        | 19         | 14         | 5          | 3.047                     |         | 6         | 35        | 12         |
| 2001 | 59.600      | 64.500      | 92,4        | 26         | 23         | 3          | 2.292                     |         | 4         | 36        | 12         |
| 2002 | 59.600      | 64.500      | 92,4        | 17         | 14         | 3          | 3.505                     |         | 4         | 38        | 12         |
| 2003 | 59.600      | 64.500      | 92,4        | 17         | 14         | 3          | 3.505                     |         | 5         | 37        | 12         |
| 2004 | 62.800      | 65.300      | 96,2        | 16         | 13         | 3          | 3.925                     |         | 5         | 36        | 12         |
| 2010 | 69.900      | 77.500      | 90,2        | 16         | 14         | 2          | 4.368                     |         | 3         | 24        | 12         |
| 2014 | 74.258      | 81.750      | 90,8        | 13         | 11         | 2          | 5.712                     |         | 3         | 22        | 12         |
| 2017 | 78.800      | 83.900      | 93,9        | 19         | 12         | 7          | 4.147                     |         | 7         | 21        | 12         |
| 2020 | 81.060      | 85.400      | 94,9        | 25         | 21         | 4          | 3.242                     |         | 4         | 17        | 12         |
| 2022 | 83.000      | 88.000      | 94,3        | 18         | 13         | 5          | 4.611                     |         | 7         | 15        | 12         |